# 82° westerlengte
82° westerlengte (ten opzichte van de nulmeridiaan) is een meridiaan of lengtegraad, onderdeel van een geografische positieaanduiding in bolcoördinaten. De lijn loopt vanaf de Noordpool naar de Noordelijke IJszee, Noord-Amerika, de Golf van Mexico, de Caraïbische Zee, Midden-Amerika, de Grote Oceaan, de Zuidelijke Oceaan en Antarctica en zo naar de Zuidpool.
De meridiaan op 82° westerlengte vormt een grootcirkel met de meridiaan op 98° oosterlengte. De meridiaanlijn beginnend bij de Noordpool en eindigend bij de Zuidpool gaat door de volgende landen, gebieden of zeeën. 
| Land, gebied of zee     | Nauwkeurigere gegevens                                                                               |
| ----------------------- | --- |
| Noordelijke IJszee      | |
| Canada                  | Nunavut - Ellesmere Island, Devoneiland                                                              |
| Parrykanaal             | |
| Canada                  | Nunavut - Baffineiland                                                                               |
| Foxe Basin              | |
| Canada                  | Nunavut - Melville-schiereiland, Southamptoneiland en Coats Island                                   |
| Hudsonbaai en Jamesbaai | (dwarst Akimiski-eiland in de Jamesbaai)                                                             |
| Canada                  | Ontario                                                                                              |
| Huronmeer               | |
| Canada                  | Ontario - Manitoulin                                                                                 |
| Huronmeer               | |
| Canada                  | Ontario                                                                                              |
| Eriemeer                | |
| Verenigde Staten        | Ohio, West Virginia, Kentucky, Virginia, Tennessee, North Carolina, South Carolina, Georgia, Florida |
| Golf van Mexico         | (dwarst Boca Grande Key, een van de Florida Keys)                                                    |
| Cuba                    | Mayabeque                                                                                            |
| Caraïbische Zee         | |
| Cuba                    | Matanzas (dwarst Ciénaga de Zapata)                                                                  |
| Caraïbische Zee         | |
| Cuba                    | Canarreos-archipel                                                                                   |
| Caraïbische Zee         | |
| Panama                  | Ngöbe-Buglé, Chiriquí                                                                                |
| Grote Oceaan            | |
| Zuidelijke Oceaan       | |
| Antarctica              | Antártica, onderdeel van de provincie Antártica Chilena geclaimd door Chili                          |